# Edge Rocks
Edge Rocks är en kulle i Antarktis. Den ligger i Västantarktis. Argentina och Storbritannien gör anspråk på området. Toppen på Edge Rocks är 1 404 meter över havet.
Terrängen runt Edge Rocks är platt, och sluttar söderut. Trakten är obefolkad. Det finns inga samhällen i närheten.